# Esterházy Antal (tábornagy)
Gróf galántai Esterházy Antal (Galánta, 1676. február 3. – Rodostó, 1722. augusztus 8.) kuruc tábornagy.

## Családja
Esterházy Ferenc (1641–1683) és Thököly Katalin (1655–1701) legidősebb fia, Thököly Imre fejedelem unokaöccse. 1695-ben feleségül vette gróf Erdődy Juliannát, Erdődy Sándor kamaraelnök és gróf Csáky Krisztina leányát, aki azonban hamarosan (1696. december 28-án) elhunyt.
1701 elején újranősült: Nigrelli Mária Anna grófnőt, Nigrelli Oktávián császári táborszernagy és gróf Lodron Mária Orsolya Kajetána legidősebb leányát vezette oltár elé. Második nejét a lengyelországi emigrációban vesztette el (1712). Ekkor egy szolgájától elválasztott lengyel nőt vett maga mellé, e nyilván nem törvényes kapcsolatáról Mikes Kelemen számol be leveleiben.

## Életpályája
Apja halála után már 8 évesen elnyerte a pápai főkapitányságot. Fiatalon Esterházy Pál nádor udvarában nevelkedett, majd belépett a császári-királyi seregbe. 1697-től kapitányi rangban harcolt a török ellen, 1702-ig fokozatosan jutott előre a ranglétrán az ezredességig. Közben 1698. szeptember 19-én török hadifogságba esett, s csak a karlócai békével szabadult 1699. április 13-án. Ő volt a Héttorony utolsó magyar rabja. 1703-ban Komárom vármegye főispánja lett.
A Rákóczi-szabadságharc kitörése után a nyugati hadszíntérről vezényelték haza. 1703 októberében Leopold Schlik altábornagy parancsnoksága alatt a Felvidéken előretörő kurucok ellen harcolt. Október 31-én Forgách Simon gróf császári tábornok oldalán vett részt a lévai ütközetben, ahol szétverték Ocskay László csapatát, és visszafoglalták a várost a kurucoktól.
Miután Forgách is kuruccá lett, 1704 májusában Esterházy az ő hatására állt II. Rákóczi Ferenc hűségére, aki – mint Emlékirataiban fogalmaz – „származása miatt” tábornokká nevezte ki. Előbb a Dunántúlon harcolt, szeptemberben vereséget szenvedett Sigbert Heistertől Csákvárnál. Az 1704. december 26-ai nagyszombati csatában a kurucok bal szárnyát vezette. 1705-ben Bercsényivel a Vág mentén maradt, s a vereskői vagy pudmerici csatában az ő parancsnoksága alatt volt a kuruc sereg bal szárnya. 1706-ban Bottyánnal és Bezerédjvel Starhemberg Miksa császári altábornagy csapatait a Fertő-tó menti és  soproni megerősített védvonalból kiverte, sok foglyot és zsákmányt ejtett, s innen Ausztriába ütve Bécs külvárosáig mindent felégetett.
Eredményes volt 1708. évi dunántúli működése. Bevette és lerombolta Körmend várát, aztán még a tél folyamán a stájer határokra csapott, augusztusban pedig kétszer is berontott Ausztriába, s Bécsig hatolt, maga József császár is alig tudott előle menekülni Laxenburgból.
1709 elején is szerencsésen harcolt, de Heister már június elején túlerővel betört a Dunántúlra, Palotánál megverte Esterházy Antalt, aki megcsappant seregével a télre készülve átkelt a Duna bal partjára, és Érsekújvárba vonult, ahonnan a romhányi ütközet napján kitörve, Pozsonyon túl hatolt, bevette a császáriak récsei erődített állomását.
A pozsonyi Labancz Napló (Berényi) említi, 1709-ben:
„Aug. 8. Amadé Antal uram irja (Győrből), hogy Sümeget föladták, és Veszprémet kérik. Kroa (Croix) valami kuruczokot fogatott meg: mind fölakasztatta. Antal (Eszterházy) hogy valami sziget felé ment, az kit fonyodi szigetnek hínak, az Balatonban. Aug. 9. Heister utánna ment Antal urnak, az fonyodi sziget felé.”
„1709 nyarán a' kuruczok kiszorultak Somogyból is. Esterházy Antal augusztus elején Palotánál (Veszprém várm.) Heister hadaitól megveretvén, Siófokon át, Fonyód felé húzódott, honnan Balogh Ádámot Paks, illetőleg Dunaföldvár felé küldötte, hogy átkelvén a' Dunán, Bottyántól segítséget hozzon (Thaly Kálmán: Bottyán János 440.).”

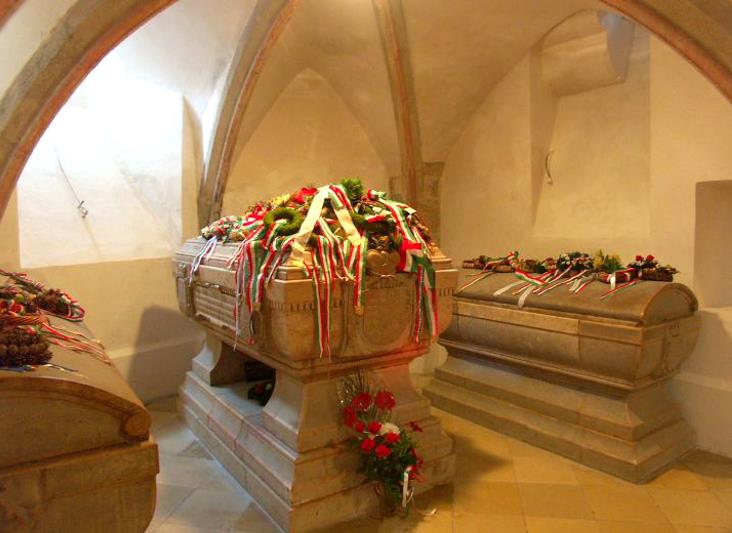
Kripta a kassai Szent Erzsébet-dómban. 1906-ban itt helyezték örök nyugalomra II. Rákóczi Ferenc, édesanyja Zrínyi Ilona és a fejedelem idősebbik fia, Rákóczi József hamvait. Itt nyugszik még generálisa, tábornagya Esterházy Antal gróf, udvarmestere Sibrik Miklós ezereskapitány, társa Bercsényi Miklós gróf és annak felesége, Csáky Krisztina grófnő

1710 novemberében Lengyelországba ment, a szatmári béke után a bécsi udvar kirekesztette az amnesztia lehetőségéből. 1717-ben Ahmed szultán, aki az osztrákok ellen háborúzott, kigondolt egy tervet az ellenség erőinek megosztására és egykori hódoltsági területek visszaszerzésére: a krími tatárokat és a moldvaiakat Erdély megszállására akarta küldeni, és a háborúba Rákóczit is bevonni. Renegát kurucok a török seregben már eddig is harcoltak, most azonban próbáltak megszerveződni. Esterházy Moldvában állt annak a kis kuruc csapatnak az élére, amely a gyülekező tatárokhoz csapódott, és nyáron betört Erdélybe, valamint Máramarosba a moldvaiak segítségével. Esterházy emberei Rákóczi nevével próbálták a lakosságot csatlakozásra bírni, miközben a tatárok vadul pusztították a vidéket. Esterházy nem tudott és nem is mert ennek gátat szabni, sőt a tatár sereg felett tényleges parancsnokságot nem gyakorolt. Többen őt tették felelőssé a barbár pusztításért. A lakosság egyértelműen a vármegyei csapatokat és a császáriakat támogatta, és hetek alatt megsemmisítették a tatár hordák legjavát. Akciójuk az utolsó tatárjárás néven vonult be a történelembe. Ezután Törökországba bujdosott, s Rodostóba is követte a fejedelmet. Ott halt meg pestisjárvány következtében.
Hamvait 1906. október 29-én Kassán, a Szent Erzsébet-székesegyházban helyezték végső nyugalomra.